# المبشرون بالجنة من غير العشرة
المبشرون بالجنة من غير العشرة عرف في مذهب السنة حديث عبد الرحمن بن عوف الذي رواه عن الرسول محمد ﷺ بـالعشرة المبشرين بالجنة  أنه قال: 
| المبشرون بالجنة من غير العشرة | أبو بكر في الجنة، وعمر في الجنة، وعثمان في الجنة، وعلي في الجنة، وطلحة في الجنة، والزبير في الجنة، وعبد الرحمن بن عوف في الجنة، وسعد بن أبي وقاص في الجنة، وسعيد بن زيد في الجنة وأبو عبيدة بن الجراح في الجنة. | المبشرون بالجنة من غير العشرة |

 ولكن التبشير بالجنة لم يكن مقتصرا عليهم دون غيرهم، حيث أنه قد وردت أحاديث أخرى يبشر فيها الرسول محمد ﷺ بعض أصحابه من دون العشرة بالجنة.

## آلياسر
عن أم هانئ أن عمار بن ياسر وأباه ياسرا وأخاه عبد الله، وسمية أم عمار كانوا يعذبون في الله تعالى، فمرّ بهم رسول الله ﷺ فقال:«صبرَا آل ياسر، صبرًا آل ياسر، فإن موعدكم الجنة» أي وفي رواية «صبرًا يا آل ياسر، اللهم اغفر لآل ياسر، وقد فعلت» فمات ياسر في العذاب، وأعطيت سمية لأبي جهل: أي أعطاها له عمه أبو حذيفة بن المغيرة، فإنها كانت مولاته فطعنها في قلبها فماتت: أي بعد أن قال لها: إن آمنت بمحمد إلا لأنك عشقتيه لجماله، ثم طعنها بالحربة في قُبُلها حتى قتلها، فهي أول شهيدة في الإسلام.
أي وعن بعضهم كان أبو جهل يعذب عمار بن ياسر وأمه، ويجعل لعمار درعاً من حديد في اليوم الصائف، فنزل قوله تعالى: ﴿أَحَسِبَ النَّاسُ أَنْ يُتْرَكُوا أَنْ يَقُولُوا آمَنَّا وَهُمْ لَا يُفْتَنُونَ ۝٢﴾ [العنكبوت:2].
وجاء "أن عمار بن ياسر قال لرسول الله: لقد بلغ منا العذاب كل مبلغ، فقال له النبي ﷺ «صبراً أبا اليقظان»، ثم قال «اللهم لا تعذب أحداً من آل عمار بالنار»".
قال بعضهم: وحضر عمار بدراً ولم يحضرها من أبواه مؤمنان إلا هو: أي من المهاجرين. فلا ينافي أن بشر بن البراء بن معرور الأنصاري حضر بدراً وأبواه مؤمنان.

## عمرو بن الجموح
قال الواقدي: لم يشهد بدرا، كان أعرج، ولما خرجوا يوم أحد منعه بنوه وقالوا عذرك الله فأتى رسول الله ﷺ يشكوهم، فقال «لا عليكم أن لا تمنعوه لعل الله يرزقه الشهادة». قالت امرأته هند أخت عبد الله بن عمرو بن حرام: «كأني أنظر إليه قد أخذ درقته وهو يقول اللهم لا تردني فقتل هو وابنه خلاد».

## بلال بن رباح
عن عبد الله بن بريدة عن أبيه أن رسول الله ﷺ سمع خشخشة أمامه، فقال «من هذا» قالوا: بلال، فأخبره وقال «بم سبقتني إلى الجنة»، فقال «يا رسول الله ما أحدثت إلا توضأت ولا توضأت إلا رأيت أن لله علي ركعتين أصليهما»، قال ﷺ «بها».

## فاطمة
أقبلت فاطمة تمشي كأن مشيتها مشي النبي صلى الله عليه وسلم، فقال النبي صلى الله عليه وسلم: مرحبا بابنتي، ثم أجلسها عن يمينه، أو عن شماله، ثم أسر إليها حديثا فبكت، فقلت لها: لم تبكين؟ ثم أسر إليها حديثا فضحكت، فقلت: ما رأيت كاليوم فرحا أقرب من حزن، فسألتها عما قال، فقالت: ما كنت لأفشي سر رسول الله صلى الله عليه وسلم، حتى قبض النبي صلى الله عليه وسلم، فسألتها، فقالت: أسر إلي: إن جبريل كان يعارضني القرآن كل سنة مرة، وإنه عارضني العام مرتين، ولا أراه إلا حضر أجلي، وإنك أول أهل بيتي لحاقا بي. فبكيت، فقال: أما ترضين أن تكوني سيدة نساء أهل الجنة -أو نساء المؤمنين؟ فضحكت لذلك.

## الحسنوالحسين
عن أبي هريرة أن رسول الله ﷺ قال «إن ملكا من السماء لم يكن زارني فاستأذن الله في زيارتي فبشرني أن الحسن والحسين سيدا شباب أهل الجنة».

## جعفر بن أبي طالب
عن ابن عباس بينما رسول الله ﷺ جالس وأسماء بنت عميس قريبة منه إذ رد السلام ثم قال «يا أسماء هذا جعفر بن أبي طالب مع جبريل وميكائيل صلى الله عليهما مروا فسلموا علينا فرددت عليهم السلام وأخبرني أنه لقي المشركين يوم كذا وكذا فأصبت في جسدي من مقاديمي ثلاثا وسبعين بين طعنة وضربة ثم أخذت اللواء بيدي اليمنى فقطعت ثم أخذته باليسار فقطعت فعوضني الله من يدي جناحين أطير بهما مع جبريل وميكائيل في الجنة أنزل بهما حيث شئت وآكل من ثمارها ما شئت». فقالت أسماء: «هنيئا لجعفر ما رزقه الله من الخير ولكني أخاف أن لا يصدقني الناس فاصعد المنبر فأخبر الناس يا رسول الله». فصعد المنبر فحمد الله وأثنى عليه ثم قال «أيها الناس إن جعفر بن أبي طالب مع جبريل وميكائيل له جناحان عوضه الله من يديه يطير بهما في الجنة حيث شاء فسلم علي» فأخبر كيف كان أمرهم حين لقي المشركين فاستبان للناس بعد ذلك أن جعفرا لقيهم فسمي جعفر الطيار في الجنة.

## الأصيرم عمرو بن ثابت
عن أبي هريرة أنه كان يقول: «حدثوني عن رجل دخل الجنة لم يصلّ قط» فإذا لم يعرفه الناس سألوه من هو فيقول: «أصيرم بني عبد الأشهل عمرو بن ثابت بن وقش»، فقلت لمحمود بن لبيد: «كيف كان شأن الأصيرم؟» قال: "كان يأبى الإسلام على قومه، فلما كان يوم أحد وخرج رسول الله إلى أحد بدا له الإسلام فأسلم، فأخذ سيفه فغدا حتى القوم فدخل في عرض الناس فقاتل حتى أثبتته الجراح، فبينما رجال عبد الأشهل يلتمسون قتلاهم في المعركة إذا هم به، قالوا: والله إن هذا لأصيرم، وما جاء به لقد تركناه وإنه لمنكر لهذا الحديث فسألوه ما جاء به، فقالوا: ما جاء بك يا عمرو أحدثاً على قومك أم رغبة في الإسلام؟ فقال: بل رغبة في الإسلام آمنت بالله ورسوله وأسلمت ثم أخذت سيفي فغدوت مع رسول الله ﷺ فقاتلت حتى أصابني ما أصابني، فلم يلبث أن مات في أيديهم فذكروه لرسول الله ﷺ فقال «إنه من أهل الجنة» ".

## عكاشة بن محصن الأسدي
عن ابن عباس قال: قال رسول الله ﷺ «عرضت علي الأمم، فرأيت النبي ومعه الرهيط، والنبي ومعه الرجل والرجلان، والنبي وليس معه أحد إذ رفع لي سواد عظيم فظننت أنهم أمتي، فقيل لى هذا موسى وقومه، ولكن انظر إلى الأفق، فنظرت فإذا سواد عظيم، فقيل لى، انظر إلى الأفق الآخر، فإذا سواد عظيم، فقيل لي: هذه أمتك، ومعهم سبعون ألفاً يدخلون الجنة بغير حساب ولا عذاب ثم نهض فدخل منزله» فخاض الناس في أولئك الذين يدخلون الجنة بغير حساب ولا عذاب، فقال بعضهم فلعلهم الذين صحبوا رسول الله ﷺ ، وقال بعضهم فلعلهم الذين ولدوا في الإسلام، فلم يشركوا بالله شيئاً -وذكروا أشياء- فخرج عليهم رسول الله ﷺ فقال «ما الذي تخوضون فيه؟» فأخبروه فقال «هم الذين لا يرقون ، ولا يسترقون ولا يتطيرون، وعلى ربهم يتوكلون» فقام عكاشة بن محصن فقال: «ادع الله أن يجعلني منهم» فقال «أنت منهم"» ثم قام رجل آخر فقال: «ادع الله أن يجعلني منهم» فقال «سبقك بها عكاشة»

## عبد الله بن سلام
لما حضر معاذ بن جبل الموت قيل له يا أبا عبد الرحمن أوصنا قال أجلسوني فقال إن العلم والإيمان مكانهما من ابتغاهما وجدهما يقول ذلك ثلاث مرات والتمسوا العلم عند أربعة رهط عند عويمر أبي الدرداء وعند سلمان الفارسي وعند عبد الله بن مسعود وعند عبد الله بن سلام الذي كان يهوديا فأسلم فإني سمعت رسول الله صلى الله عليه وسلم يقول إنه عاشر عشرة في الجنة

## طالع أيضًا
- العشرة المبشرون بالجنة